# Libanotis iliensis
Libanotis iliensis là một loài thực vật có hoa trong họ Hoa tán. Loài này được (Lipsky) Korovin mô tả khoa học đầu tiên năm 1963.